# Burgwall Klempenow
Der Burgwall von Klempenow, einem Ortsteil der Gemeinde Bartow im Landkreis Mecklenburgische Seenplatte, liegt 800 Meter nordwestlich der Burg Klempenow auf einem Acker an der Tollense.
Der als Niederungsburg ausgeprägte slawische Burgwall ist durch die Landwirtschaft weitgehend abgetragen worden. Nur eine leichte Wallsenke zeugt noch von der Wallbefestigung. Vor Ort bezeugen Keramikscherben eine Existenz der Anlage in der älteren Slawenzeit. Zum Schutz der Siedlung wurde ein Halbkreiswall angelegt, der eine Länge von um die 200 Meter gehabt haben muss, wie man noch auf Luftbildern erkennt. Die anderen Seiten der Burg waren nur mit Palisaden befestigt, da hier überall abfallende Niederungen lagen. Im Abstand von jeweils zwei Kilometern folgen zwei weitere Slawenburgen (Groß Below, Hohenbüssow) weiter flussaufwärts in Richtung Nordwesten. Der Fluss Tollense muss in alten Zeiten eine natürliche Grenze dargestellt haben, die von diesen Burganlagen überwacht wurde.